# Haas János (geológus)
Haas János (Budapest, 1947. május 3. –) magyar geológus, egyetemi tanár, a Magyar Tudományos Akadémia rendes tagja.

## Életpályája
Szülei, Haas István és Gellér Veronika. 1967-ben végzett az ELTE Természettudományi Karán. 1972-1986 között a Magyar Állami Földtani Intézet munkatársa volt. 1986 óta az ELTE címzetes docense. 1986-tól 5 évig a Központi Földtani Hivatal kutatási irányítási főosztályvezetője volt. 1994 óta az MTA-ELTE Geológiai Tanszéki Kutatócsoportjának vezetője. 1996-ban habilitált. 1998 óta egyetemi magántanár. 2001-2007 között a Magyar Tudományos Akadémia közgyűlési képviselője, valamint a Földtani Tudományos Bizottság elnöke, és a magyar rétegtani bizottsági triász albizottságának elnöke. 2016-ban az MTA levelező, 2022-ben rendes tagjává választották. Az Acta Geologica Hungarica főszerkesztője volt. 2006 óta a Magyarhoni Földtani Társulat elnöke. 2007 óta kutatóprofesszor.
Kutatási területe az üledékföldtan, mezozoós rétegtan, szerkezetföldtani szintézisek.

## Művei
- A bakonyi felső kréta képződményeinek monografikus feldolgozása (1979)
- A Dunántúli-középhegység bauxitföldtani térképe (1979-1988)
- Sümeg környéke földtani képződményeinek monográfiaája (1984)
- Alsó triász alapszelvények a Dunántúli-középhegységben (1988)
- Magyarország litosztratigráfiai alapegységei - triász (1993)
- Karbonátszedimentológia (1998)
- Geology of Hungary (szerkesztő, 2001)

## Díjai, kitüntetései
- Szepesházy Kálmán Díj: 2012
- Magyar Köztársasági Érdemrend tisztikeresztje: 2011
- Akadémiai Kiadói Nívódíj: 2005
- Akadémiai Díj: 2003
- Koch Antal Emlékérem: 2000
- Széchenyi professzor ösztöndíj (1997-2000)